# Championnat des Émirats arabes unis de football 1993-1994
Navigation
Saison suivante Saison suivante
La saison 1993-1994 du Championnat des Émirats arabes unis de football est la vingtième édition du championnat national de première division aux Émirats arabes unis. Les dix meilleures équipes du pays sont regroupées au sein d'une poule unique où elles s'affrontent deux fois, à domicile et à l'extérieur. En fin de saison, le dernier du classement est relégué et remplacé par le meilleur club de deuxième division.
C'est le club de Sharjah SC qui remporte la compétition, après avoir battu lors de la finale pour le titre Al Ain Club, les deux formations ayant terminé à égalité de points en tête du classement. Al Nasr Dubaï complète le podium, à six points du duo de tête. C'est le 4e titre de champion des Émirats arabes unis de l'histoire du club.

## Les clubs participants
| - Sharjah SC - Al-Wahda Club - Al Ahly Dubaï - Al Ain Club - Bani Yas Club | - Al Sha'ab Sharjah - Promu de D2 - Al Nasr Dubaï - Al Shabab Dubaï - Al Wasl Dubaï - Al Jazira Club |

## Compétition

### Classement
Le classement est établi sur le barème de points classique (victoire à 2 points, match nul à 1, défaite à 0).
| Rang | Équipe                | Pts | J  | G  | N | P  | Bp | Bc | Diff |
| ---- | --------------------- | --- | -- | -- | - | -- | -- | -- | ---- |
| 1    | Sharjah SC            | 29  | 18 | 12 | 5 | 1  | 34 | 11 | +23  |
| 2    | Al Ain Club (T)       | 29  | 18 | 12 | 5 | 1  | 31 | 10 | +21  |
| 3    | Al Nasr Dubaï         | 23  | 18 | 9  | 5 | 4  | 25 | 20 | +5   |
| 4    | Al Wasl Dubaï         | 21  | 18 | 7  | 7 | 4  | 28 | 16 | +12  |
| 5    | Al Ahly Dubai         | 19  | 18 | 7  | 5 | 6  | 28 | 18 | +10  |
| 6    | Al-Wahda Club         | 15  | 18 | 4  | 7 | 7  | 13 | 21 | -8   |
| 7    | Al Shabab Dubaï (C)   | 13  | 18 | 3  | 7 | 8  | 21 | 33 | -12  |
| 8    | Al Jazira Club        | 11  | 18 | 4  | 3 | 11 | 21 | 36 | -15  |
| 9    | Al Sha'ab Sharjah (P) | 11  | 18 | 3  | 5 | 10 | 18 | 34 | -16  |
| 10   | Bani Yas Club         | 9   | 18 | 3  | 3 | 12 | 15 | 35 | -20  |

|  | Participation à la finale pour le titre                                                     |
|  | Qualification pour la Coupe des clubs champions 1994-1995                                   |
|  | Qualification pour la Coupe des Coupes 1994-1995                                            |
|  | Relégation directe en deuxième division                                                     |
|  | (T) : Tenant du titre (C) : Vainqueur de la Coupe des Émirats arabes unis (P) : Promu de D2 |

### Matchs
| Résultats (▼dom., ►ext.) | Sha | Ain | Nas | Was | Ahl | Wah | ShaD | Jaz | ShaS | Ban |
| Sharjah SC               |     | 0-0 | 2-1 | 1-1 | 2-1 | 1-0 | 5-0  | 4-1 | 4-0  | 0-0 |
| Al Ain Club              | 2-1 |     | 3-1 | 0-1 | 2-0 | 3-2 | 4-1  | 3-0 | 2-1  | 2-1 |
| Al Nasr Dubaï            | 1-1 | 0-1 |     | 2-1 | 0-0 | 2-0 | 2-0  | 3-1 | 2-1  | 2-2 |
| Al Wasl Dubaï            | 0-1 | 1-1 | 1-2 |     | 2-1 | 3-1 | 1-1  | 5-1 | 2-1  | 3-0 |
| Al Ahly Dubaï            | 1-3 | 1-1 | 1-2 | 0-0 |     | 3-0 | 2-2  | 3-0 | 5-1  | 4-1 |
| Al-Wahda Club            | 0-3 | 0-0 | 3-0 | 1-1 | 0-0 |     | 0-2  | 1-0 | 1-1  | 1-0 |
| Al Shabab Dubaï          | 1-2 | 0-0 | 0-0 | 1-1 | 1-2 | 1-1 |      | 0-4 | 2-2  | 3-0 |
| Al Jazira Club           | 0-0 | 0-3 | 1-1 | 0-4 | 0-2 | 0-1 | 0-1  |     | 2-2  | 4-3 |
| Al Sha'ab Sharjah        | 1-2 | 0-2 | 1-2 | 0-0 | 1-0 | 1-1 | 4-3  | 0-3 |      | 1-0 |
| Bani Yas Club            | 1-2 | 0-2 | 1-2 | 2-1 | 0-2 | 0-0 | 3-2  | 0-4 | 1-0  |     |

#### Finale pour le titre
| 18 avril 1994 | Sharjah SC     | 1 - 0 | Al Ain Club | Abou Dabi               |                         |
|               | I.Mohammed 48e |       |             | Arbitrage : Ali Bujsaim | Arbitrage : Ali Bujsaim |

## Bilan de la saison
| Championnat des Émirats arabes unis de football 1993-1994                        |                       |
| Champion                                                                         | Sharjah SC (4e titre) |
| Coupes et trophées                                                               |                       |
| Vainqueur de la Coupe des Émirats arabes unis 1993-1994                          | Al Shabab Dubaï       |
| Qualifications continentales                                                     |                       |
| Coupe des clubs champions 1994-1995                                              | Al Wasl Dubaï         |
| Coupe des Coupes 1994-1995                                                       | Al Shabab Dubaï       |
| Promotions et relégations                                                        |                       |
| Promus en UAE Football League                                                    | Al-Khaleej Club       |
| Relégués en Championnat des Émirats arabes unis de football de deuxième division | Bani Yas Club         |